# THE TON-UP MOTORS (THE TON-UP MOTORSのアルバム)
『THE TON-UP MOTORS』（ザトンアップモーターズ）は、日本のロックバンド・THE TON-UP MOTORSが2013年12月18日に発売したメジャーデビュー1枚目のアルバムである。

## 収録曲
1. 準備OK
作詞・作曲・編曲：上杉周大
2. ファイティング・ステップ
作詞・作曲・編曲：上杉周大
3. ケモノノチカラ
作詞・作曲・編曲：上杉周大
4. 花が咲いたらな
作詞・作曲・編曲：上杉周大
5. 愛してる
作詞・作曲・編曲：上杉周大
6. 無邪気なひと
作詞・作曲・編曲：上杉周大
7. 1LIFE 1LOVE SOUL
作詞・作曲・編曲：上杉周大
8. 電話するよ
作詞・作曲・編曲：上杉周大
9. 街の灯り
作詞：上杉周大・堀内俊聡　作曲・編曲：堀内俊聡
10. それが愛さ
作詞：THE TON-UP MOTORS作曲・編曲：上杉周大
今までの思ったことが歌詞になっている。